# 柳忠秧
柳忠秧（1969年—2017年10月27日），湖北黄冈人，中華人民共和國詩人。

## 简介
担任云深书院院长，并兼任中华经济发展交流协会高级文化顾问、湖北省文联文学艺术院副院长、广东省文化学会副会长等职。代表作有《楚歌》、《岭南歌》等作品，诗歌偏重口语化，社会评价呈两极化。2014年5月，在第六届鲁迅文学奖参评中，他的诗歌被作家、湖北省作家协会主席方方诟病，称其作品低劣，其获得奖项只因为跑关系，致使湖北全票通过推荐；柳忠秧则表示“有本事单挑”，意图施加武力威胁。此事引起社会对多届鲁迅文学奖屡次出现低劣作品而不满、并受到广泛关注。
2017年10月27日，柳忠秧因突发心机梗塞去世。